# توربوپراپ

اصول کار موتور توربوپراپ

هوا و موتور توربوپراپ

توربوپراپ (به انگلیسی: Turboprop) گونه‌ای موتور توربینی گازی است که در آن از گردش محور توربین برای گرداندن ملخ در یک هواگرد و ایجاد پیش‌رانش استفاده می‌شود. در این موتورها، هوا از بخش ورودی هوا وارد موتور می‌شود و توسط کمپرسور، فشرده می‌شود، هوای فشرده، سپس با سوخت موتور، مخلوط شده و در محفظه احتراق موتور، سوزانده می‌شود. گازهای داغ خروجی، سپس وارد توربین شده و در نهایت، از محل اگزوز خارج می‌شوند. برخلاف موتورهای توربوجت، بخشی از انرژی تولیدشده در توربین موتورهای توربوپراپ، توسط کمپرسور و مولد الکتریکی مصرف می‌شود. قسمت اصلی انرژی حاصله نیز صرف گرداندن ملخ شده و در نتیجه، این موتورها، نیروی پیش‌رانش بسیار کمتری از موتورهای توربوجت تولید می‌کنند، اما مصرف سوخت موتورهای توربوپراپ، حدود دو سوم موتورهای توربوفن است.

## کاربرد
موتورهای توربوپراپ در سرعت‌های متوسط (در حدود ۷۳۰ کیلومتر بر ساعت) کارامد هستند و برای ایجاد سرعت‌های بیشتر از ۰٫۶ تا ۰٫۷ ماخ، استفاده نمی‌شوند.
جنگندهٔ راکول او وی-۱۰ برونکو از هواپیماهایی است که با موتور توربوپراپ کار می‌کند ولی به‌علت سرعت بالای ۸۵۰ کیلومتر بر ساعت، صدای بسیار زیادی تولید می‌کند. موتورهای توربوپراپ، بیشتر در هواپیماهای مسافری کوچکی مانند ای‌تی‌آر ۷۲، دی هاویلند کانادا دش ۸ و فوکر ۵۰ کاربرد دارند و انواع جدید این موتورها، سرعتی نزدیک به سرعت جت‌های منطقه‌ای تولید می‌کنند. توربوپراپ‌ها در برخی از هواگردهای ترابری نظامی مانند ایرباس ای۴۰۰ام اطلس و لاکهید سی-۱۳۰ هرکولس به‌کار می‌روند.

## فهرست
موتورهای فعال مورد استفاده طی سال‌های ۲۰۰۵–۲۰۰۶
| تولیدکننده             | کشور                          | مدل            | وزن خالص (کیلوگرم) | توان در تیک‌آف (کیلووات) | هواپیما |
| ---------------------- | ----------------------------- | -------------- | ------------------ | ----------------------- | --- |
| DEMC                   | چین                           | WJ5E           | ۷۲۰                | ۲۱۳۰                    | Harbin SH-5, شیان وای-۷ |
| یوروپراپ اینترنشنال    | اتحادیه اروپا                 | TP400-D6       | ۱۸۰۰               | ۸۲۰۳                    | ایرباس ای۴۰۰ام اطلس |
| جنرال الکتریک          | ایالات متحده آمریکا           | CT7-5A         | ۳۶۵                | ۱۲۹۴                    | |
| جنرال الکتریک          | ایالات متحده آمریکا           | CT7-9          | ۳۶٫۵               | ۱۴۴۷                    | CASA/IPTN CN-235, Let L-610, ساب ۳۴۰, سوخو-۸۰ |
| جنرال الکتریک          | ایالات متحده آمریکا جمهوری چک | H80 Series     | ۲۰۰                | ۵۵۰–۶۲۵                 | Thrush Model 510, Let 410NG, Let L-410 Turbolet UVP-E, CAIGA Primus 150, Nextant G90XT |
| جنرال الکتریک          | ایالات متحده آمریکا           | T64-P4D        | ۵۳۸                | ۲۵۳۵                    | Aeritalia G.222, de Havilland Canada DHC-5 Buffalo, کاوازاکی پی-۲جی |
| هانی‌ول                 | ایالات متحده آمریکا           | سریTPE331      | ۱۵۰–۲۷۵            | ۴۷۷–۱۶۵۰                | انواع ایرکماندر، Antonov An-38, Ayres Thrush, بریتیش ایروسپیس جت‌استریم ۴۱, BAe Jetstream 41, CASA C-212 Aviocar, سسنا ۴۴۱ کنکست ۲ Conquest II, دورنیه دو ۲۲۸, جنرال اتمیکس ام‌کیو ۹ ریپر، گرومن ای‌جی کت جنرال الکتریک اچ۸۰ man, Mitsubishi MU-2, نورث آمریکن راکول او وی-۱۰ برونکو، Piper PA-42 Cheyenne, RUAG 228NG, Short SC.7 Skyvan, شورت توکانو, Swearingen Merlin, فیرچایلد اسویرنگن مترولاینر, اچ‌ای‌ال اچ‌تی‌تی-۴۰ |
| هانی‌ول                 | ایالات متحده آمریکا           | LTP 101-700    | ۱۴۷                | ۵۲۲                     | ایرتراکتور ای‌تی-۳۰۰, Piaggio P.166 |
| KKBM                   | روسیه                         | NK-12MV        | ۱۹۰۰               | ۱۱۰۳۳                   | آنتونوف ای‌ان-۲۲, توپولف ۹۵, توپولف تو-۱۱۴ |
| Progress               | اوکراین                       | TV3-117VMA-SB2 | ۵۶۰                | ۱۸۶۴                    | آنتونوف-۱۴۰ |
| Klimov                 | روسیه                         | TV7-117S       | ۵۳۰                | ۲۱۰۰                    | ایلیوشین ایل-۱۱۲, ایلیوشین ایل-۱۱۴ |
| Progress               | اوکراین                       | AI20M          | ۱۰۴۰               | ۲۹۴۰                    | Antonov An-12, Antonov An-32, Ilyushin Il-18 |
| Progress               | اوکراین                       | AI24T          | ۶۰۰                | ۱۸۸۰                    | Antonov An-24, Antonov An-26, Antonov An-30 |
| LHTEC                  | ایالات متحده آمریکا           | LHTEC T800     | ۵۱۷                | ۲۰۱۳                    | Ayres LM200 Loadmaster (not built) |
| OMKB                   | روسیه                         | TVD-20         | ۲۴۰                | ۱۰۸۱                    | Antonov An-3, Antonov An-38 |
| Pratt & Whitney Canada | کانادا                        | PT-6 Series    | ۱۴۹–۲۶۰            | ۴۳۰–۱۵۰۰                | Air Tractor AT-502, Air Tractor AT-602, Air Tractor AT-802, Beechcraft Model 99, Beechcraft King Air, Beechcraft Super King Air, Beechcraft 1900, Beechcraft T-6 Texan II, Cessna 208 Caravan, Cessna 425 Corsair/Conquest I, de Havilland Canada DHC-6 Twin Otter, Harbin Y-12, Embraer EMB 110 Bandeirante, Let L-410 Turbolet, Piaggio P.180 Avanti, Pilatus PC-6 Porter, Pilatus PC-12, Piper PA-42 Cheyenne, Piper PA-46-500TP Meridian, Shorts 360, Daher TBM 700, Daher TBM 850, Daher TBM 900, Embraer EMB 314 Super Tucano |
| Pratt & Whitney Canada | کانادا                        | PW120          | ۴۱۸                | ۱۴۹۱                    | ATR 42-300/320 |
| Pratt & Whitney Canada | کانادا                        | PW121          | ۴۲۵                | ۱۶۰۳                    | ATR 42-300/320, Bombardier Dash 8 Q100 |
| Pratt & Whitney Canada | کانادا                        | PW123 C/D      | ۴۵۰                | ۱۶۰۳                    | Bombardier Dash 8 Q300 |
| Pratt & Whitney Canada | کانادا                        | PW126 C/D      | ۴۵۰                | ۱۹۵۰                    | BAe ATP |
| Pratt & Whitney Canada | کانادا                        | PW127          | ۴۸۱                | ۲۰۵۱                    | ATR 72 |
| Pratt & Whitney Canada | کانادا                        | PW150A         | ۷۱۷                | ۳۷۸۱                    | Bombardier Dash 8 Q400 |
| PZL                    | لهستان                        | TWD-10B        | ۲۳۰                | ۷۵۴                     | PZL M28 |
| RKBM                   | روسیه                         | TVD-1500S      | ۲۴۰                | ۱۰۴۴                    | Sukhoi Su-80 |
| رولز-رویس لیمیتد       | بریتانیا                      | Dart Mk 536    | ۵۶۹                | ۱۷۰۰                    | Avro 748, Fokker F27, Vickers Viscount |
| رولز-رویس لیمیتد       | بریتانیا                      | Tyne 21        | ۵۶۹                | ۴۵۰۰                    | Aeritalia G.222, Breguet Atlantic, Transall C-160 |
| رولز-رویس لیمیتد       | بریتانیا                      | 250-B17        | ۸۸٫۴               | ۳۱۳                     | Fuji T-7, Britten-Norman Turbine Islander, O&N Cessna 210, Soloy Cessna 206, Propjet Bonanza |
| رولز-رویس لیمیتد       | بریتانیا                      | Allison T56    | ۸۲۸–۸۸۰            | ۳۴۲۴–۳۹۱۰               | P-3 Orion, E-2 Hawkeye, C-2 Greyhound, C-130 Hercules |
| رولز-رویس لیمیتد       | بریتانیا                      | AE2100A        | ۷۱۵٫۸              | ۳۰۹۵                    | ساب ۲۰۰۰ |
| رولز-رویس لیمیتد       | بریتانیا                      | AE2100J        | ۷۱۰                | ۳۴۲۴                    | ShinMaywa US-2 |
| رولز-رویس لیمیتد       | بریتانیا                      | AE2100D2, D3   | ۷۰۲                | ۳۴۲۴                    | Alenia C-27J Spartan, Lockheed Martin C-130J Super Hercules |
| Rybinsk                | روسیه                         | TVD-1500V      | ۲۲۰                | ۱۱۵۶                    | |
| Saturn                 | روسیه                         | TAL-34-1       | ۱۷۸                | ۸۰۹                     | |
| Turbomeca              | فرانسه                        | Arrius 1D      | ۱۱۱                | ۳۱۳                     | Socata TB 31 Omega |
| Turbomeca              | فرانسه                        | Arrius 2F      | ۱۰۳                | ۳۷۶                     | Socata TB 31 Omega |
| Walter                 | جمهوری چک                     | M601 Series    | ۲۰۰                | ۵۶۰                     | Let L-410 Turbolet, Aerocomp Comp Air 10 XL, Aerocomp Comp Air 7, Ayres Thrush, Dornier Do 28, Lancair Propjet, Let Z-37T, Let L-420, Myasishchev M-101T, PAC FU-24 Fletcher, Progress Rysachok, PZL-106 Kruk, PZL-130 Orlik, SM-92T Turbo Finist |
| Walter                 | جمهوری چک                     | M602A          | ۵۷۰                | ۱۳۶۰                    | Let L-610 |
| Walter                 | جمهوری چک                     | M602B          | ۴۸۰                | ۱۵۰۰                    | Let L-610 |